# Língua guarijio
O guarijio (também huarijío, warijío ou varijío) é uma língua uto-asteca falada por aproximadamente 1 313 pessoas no noroeste de México, muitos dos quais, especialmente mulheres, são monolingues.

## Classificação
Segundo o Ethnologue o guarijio classifica-se da seguinte maneira:
- Línguas uto-astecas
  - Uto-aztecas do sul
    - Sonorense
      - Tarahumarano
        - Guarijío

## Distribuição geográfica
Existem um par de dialctos ou variedades geográficas de guarijio, conhecidas como guarijio da serra e guarijio do rio. O dialeto do guarijío da serra fala-se principalmente no oriente do município de Uruachi (com alguns falantes no município de Moris ao norte e o município de Chínipas ao sul) e nos arredores de Arechuyvo, no estado de Chihuahua. O dialeto do guarijío do rio encontra-se ao sudoeste, a maioria dos falantes habitam a orlas do rio Mayo e o córrego Guajaray, ao norte de San Bernardo, município de Álamos, no estado de Sonora.
Os guarijios da serra chamam -macurawe ou -makulái aos guarijios do rio e chamam-se a si mesmos -warihó. Os guarijios de rio chamam-se assim mesmo -warihío e chamam aos da serra "tarahumaras". Ainda que estes dialetos apresentam diferenças sistemáticas não são muito diferentes entre si. Não há muito contato entre os dois grupos e ainda que os dialetos são claramente diferentes, linguísticamente não são muito diferentes, apesar de que os falantes dizem que o entendimento mútuo é difícil.

### Variedades
Conforme ao INALI, o guarijío tem duas variantes:
- Guarijio do norte ou warihó. Tem 696 falantes aproximadamente.[2]
- Guarijio do sul ou makurawe. Tem 617 falantes aproximadamente.[2]

### Status oficial
Esta língua junto com todas as línguas indígenas do México e o espanhol foram reconhecidas como "línguas nacionais" devido à Lei Geral de Direitos Linguísticos dos Povos Indígenas promulgada e publicada no ano 2003.

## Fonologia
A seguir mostram-se os quadros de vogais e consoantes que conta a língua guarijio.

### Vogais
| Anterior | Central | Posterior |
| -------- | ------- | --------- |
| Fechada  | i       | ou        |
| Média    | e       | ou        |
| Aberta   | a       |           |

O guarijio distingue entre vogais longas e breves e o acento é fonêmico.

### Consoantes
A  tabela de consoantes do guarijio do norte inclui:
| labial         | labial | alveolar | alveolar | palatal | palatal | velar | velar | glotal | glotal |
| -------------- | ------ | -------- | -------- | ------- | ------- | ----- | ----- | ------ | ------ |
| oclusiva surda | p      | p        | t        | t       | k       | k     | ʔ     | ʔ      |        |
| africada       | tʃ ͡    | tʃ ͡      |          |         |         |       |       |        |        |
| fricativa      | s      | s        | (ʃ)      | (ʃ)     | h       | h     |       |        |        |
| aproximantes   | w      | w        | l, ɾ     | l, ɾ    | j       | j     |       |        |        |
| nasal          | m      | m        | n        | n       |         |       |       |        |        |

- As oclusivas /p, t, k/ têm alófonos surdos [p, t, k] e sonoros [b, ɾ, g]. Os alófonos [b],[g] aparecem quando os fonemas /p, k/ vão entre duas vogais, a segunda das quais é surda. O alófono [ɾ] de /t/ aparece entre duas vogais átonas postônicas.
- O fonema /s/ além de alófono principal [s] tem [ʃ] ante /i/, em certos casos a vogal /i/ "cai" o qual produz um contraste fonológico entre /s/ e /ʃ/ a final de sílaba.

## Gramática
O guarijio tem uma característica tipológicamente raro consistente em ter como ordem básica a ordem sintático objeto verbo sujeito (OVS). De todas as classificações possíveis esta é a que menos se encontra entre as línguas do mundo (muitas outras línguas utoaztecas apresentam uma ordem SOV ou VSO).
A morfologia nominal é relativamente simples, ao igual que em náuatle o nome apresenta duas formas básicas de singular são:
- A forma de absolutivo marcada pelo sufixo /-a/ ou zero (em náhuatl /-tli/ ou zero)
- A forma possuída marcada pelo sufixo /-wa/ (em náhuatl /-wi/).

As formas de plural, ao igual que em náuatle, são de dois tipos: por reduplicação da sílaba inicial ou marcadas pelo sufixo procedente do proto-uto-azteca -mi (as diferenças principais são em náuatle aparecem outras marcas secundárias de plural e também que se faz um uso bem mais restringido da reduplicação).

## Relações externas
- Língua guarijio em Ethnologue